# Vladimír T. Gottwald
Vladimír T. Gottwald (* 8. září 1954 Volyně) je český herec, spisovatel, dramatik, kreslíř a publicista.

## Život
Pochází z pošumavského města Volyně. Podle svého životopisu po maturitě na strakonickém gymnáziu původně studoval kybernetiku, po vyloučení za normalizace pracoval až do roku 1989 v různých převážně dělnických profesích. Po listopadu 1989 se stal profesionálním hercem i autorem textů prozaických, poetických a dramatických. V roce 2008 se vrátil do rodné Volyně a v současnosti je na volné noze.

### Divadlo
Divadlu se věnoval od roku 1968 zprvu amatérsky, po roce 1989 profesionálně v agenturním divadle a od roku 1992 v angažmá na různých scénách: hrál v Městském divadle Kolín a Divadle Šumperk i s agenturou Lafayette.
Po roce 2008 na volné noze: v Divadle Antonína Dvořáka, v Dejvickém divadle a Českém komediálním klubu ČKK54 – v Krobotově inscenaci Shakespearova Hamleta, jako Fudzi v Radzinského monodramatu Koba v režii Jaromíra Janečka, Estragon v Pošívalově inscenaci Beckettova Čekání na Godota, v Kubešových inscenacích Mrożkových Trosečníků a Confortèsova Maratonu.

### Film a TV
Přes tři desítky rolí ztvárnil před kamerou: (Božská Ema, Most u Remagenu, Kolaudace, Slunce, seno a pár facek, Slunce, seno, erotika, Milujme své nakladatele, Četnické humoresky, Báthory, Ze závislosti do nezávislosti, Kameňák, Běžci, Micimutr, trilogie Těžká práce pro anděla, Ordinace, Nebozí svatí, Kriminálka Anděl, Cesty domů, Kriminálka Staré Město, Doktoři z Počátků, Ohnivý kuře, Mordparta, Policie Modrava, Cesta do Říma, První republika...).